# Atletica leggera alla XXX Universiade - Lancio del martello maschile
Il concorso del lancio del martello maschile alla XXX Universiade si è svolto l'8 e il 9 luglio 2019.

## Podio
| Oro     | Özkan Baltacı Turchia       |
| Argento | Serhii Reheda Ucraina       |
| Bronzo  | Taylor Campbell Stati Uniti |

## Risultati

### Qualificazioni
Si qualificano alla finale gli atleti che lanciano 73,00 m Q o le dodici migliori misure q.
| Pos | Gruppo | Atleta             | Nazionalità    | 1ª prova | 2ª prova | 3ª prova | Risultato | Note |
| --- | ------ | ------------------ | -------------- | -------- | -------- | -------- | --------- | ---- |
| 1   | B      | Özkan Baltacı      | Turchia        | 73.10    |          |          | 73.10     | Q    |
| 2   | A      | Joaquín Gómez      | Argentina      | 69.95    | 67.93    | 72.48    | 72.48     | q    |
| 3   | A      | Serhii Reheda      | Ucraina        | 68.50    | 72.35    | x        | 72.35     | q    |
| 4   | A      | Taylor Campbell    | Gran Bretagna  | 71.48    | x        | x        | 71.48     | q    |
| 5   | B      | Henri Liipola      | Finlandia      | 63.75    | 69.89    | x        | 69.89     | q    |
| 6   | B      | Gleb Dudarev       | Bielorussia    | x        | 69.54    | x        | 69.54     | q    |
| 7   | A      | Tommi Remes        | Finlandia      | 67.06    | 68.19    | x        | 68.19     | q    |
| 8   | B      | Alan Cumming       | Sudafrica      | 63.10    | 67.26    | x        | 67.26     | q    |
| 9   | B      | Tshepang Makhethe  | Sudafrica      | 62.49    | 67.07    | 65.94    | 67.07     | q    |
| 10  | B      | Joseph Ellis       | Gran Bretagna  | x        | 64.80    | 65.67    | 65.67     | q    |
| 11  | A      | Yury Vasilchanka   | Bielorussia    | 64.30    | x        | 64.60    | 64.60     | q    |
| 12  | A      | Pradeep Kumar      | India          | 59.40    | x        | 57.99    | 59.40     | q    |
| 13  | A      | Toomas Tankler     | Estonia        | 54.39    | 57.04    | 57.37    | 57.37     |      |
| 14  | B      | Youssef Abdalkalik | Egitto         | 57.06    | 57.24    | x        | 57.24     |      |
| 15  | B      | Gurkirat Singh     | India          | x        | x        | 54.34    | 54.34     |      |
|     | A      | Basim Al-Aithan    | Arabia Saudita | x        | x        | x        | NM        |      |
|     | A      | Marcin Wrotyński   | Polonia        | x        | x        | x        | NM        |      |
|     | B      | Karol Končoš       | Slovacchia     | x        | x        | x        | NM        |      |
|     | A      | Daniel McArthur    | Stati Uniti    |          |          |          | DNS       |      |

### Finale
| Pos | Atleta            | Nazionalità   | 1ª prova | 2ª prova | 3ª prova | 4ª prova | 5ª prova | 6ª prova | Risultato | Note                                     |
| --- | ----------------- | ------------- | -------- | -------- | -------- | -------- | -------- | -------- | --------- | ---------------------------------------- |
|     | Özkan Baltacı     | Turchia       | 74.49    | 75.98    | 74.61    | 73.08    | x        | 75.94    | 75.98     | Miglior prestazione personale stagionale |
|     | Serhii Reheda     | Ucraina       | 69.89    | 72.33    | x        | x        | x        | 74.27    | 74.27     |                                          |
|     | Taylor Campbell   | Gran Bretagna | 73.86    | 72.31    | 73.64    | x        | x        | x        | 73.86     | Miglior prestazione personale            |
| 4   | Gleb Dudarev      | Bielorussia   | 70.80    | 71.10    | 71.83    | x        | 72.35    | x        | 72.35     |                                          |
| 5   | Joaquín Gómez     | Argentina     | x        | 68.46    | 72.26    | x        | x        | 72.16    | 72.26     |                                          |
| 6   | Yury Vasilchanka  | Bielorussia   | 71.59    | x        | x        | x        | x        | 70.13    | 71.59     |                                          |
| 7   | Henri Liipola     | Finlandia     | 70.32    | x        | 70.11    | x        | x        | x        | 70.32     |                                          |
| 8   | Alan Cumming      | Sudafrica     | x        | 66.49    | 65.16    | 65.64    | 64.77    | 65.50    | 66.49     |                                          |
| 9   | Joseph Ellis      | Gran Bretagna | 66.27    | x        | x        |          |          |          | 66.27     |                                          |
| 10  | Tshepang Makhethe | Sudafrica     | 63.48    | 62.85    | 65.70    |          |          |          | 65.70     |                                          |
| 11  | Tommi Remes       | Finlandia     | x        | x        | 63.73    |          |          |          | 63.73     |                                          |
| 12  | Pradeep Kumar     | India         | 60.51    | x        | x        |          |          |          | 60.51     |                                          |